# Dimmi che credi al destino
Dimmi che credi al destino è il nono romanzo di Luca Bianchini pubblicato negli Oscar Mondadori.

## Trama
La protagonista è Ornella, 55 anni, che dirige una piccola libreria italiana a Londra, nel cuore di Hampstead. La libreria rischia di chiudere. Intorno a lei ruotano vari personaggi: George, un anziano signore con cui si confida al parco, il suo vicino di casa Bernard e soprattutto Patti la sua storica amica milanese che arriva a soccorrerla.